# جيوفاني فيراري
جيوفاني فيراري (بالإيطالية:  Giovanni Ferrari)‏ (6 ديسمبر 1907 في ألساندريا – 2 ديسمبر 1982 في ميلانو) لاعب كرة قدم إيطالي راحل كان يجيد اللعب في خط الهجوم .
لعب طوال مسيرته الرياضية في أندية ألساندريا (1923-1925) إنتر نابولي (1925-1926) ألساندريا (1926-1930) يوفنتوس (1930-1935) أمبروسيانا (1935-1940) بولونيا (1940-1941) يوفنتوس (1941-1942) .
لعب لصالح منتخب إيطاليا 44 مباراة دولية مسجلا 14 هدف من 1930 إلى 1938 وقد شارك في بطولة كأس العالم لكرة القدم 1934 التي أقيمت في إيطاليا وبطولة كأس العالم لكرة القدم 1938 التي أقيمت في فرنسا .
بعد الاعتزال تولى تدريب أمبروسيانا (1942-1945) بريشيا (1945) كانتونال نيوشاتيل (1946-1948) براتو (1948-1950) بادوفا (1951) منتخب إيطاليا (1958-1959) منتخب إيطاليا (1960-1962) .

## روابط خارجية
- جيوفاني فيراري على موقع الاتحاد الدولي (مؤرشف)  (الإنجليزية)
- جيوفاني فيراري على موقع قاعدة بيانات كرة القدم.إي يو (الإنجليزية)
- جيوفاني فيراري على موقع ناشيونال فوتبول تيمز (الإنجليزية)
- جيوفاني فيراري على موقع عالم كرة القدم.نت (الإنجليزية)